# 4661 Yebes
4661 Yebes (1982 WM) là một tiểu hành tinh vành đai chính được phát hiện ngày 17 tháng 11 năm 1982 bởi M. de Pascual ở Yebes.